# جاستن إرنست
جاستن إرنست (بالإنجليزية: Justin Ernest)‏ هو لاعب كرة قدم أمريكية أمريكي، ولد في 17 ديسمبر 1972.